# Freddie Highmore
Alfred Thomas Highmore (Londres, 14 de febrero de 1992), conocido como Freddie Highmore, es un actor y productor británico. Hizo su debut como intérprete en la película de comedia Women Talking Dirty (1999), y desde entonces ha participado en  Charlie y la fábrica de chocolate (2005), Arthur y los Minimoys (2006), The Art of Getting By (2011), Bates Motel (2013) y The Good Doctor (2017). Ganó el Premio de la Crítica Cinematográfica al mejor intérprete joven dos años consecutivos (2004-2005).
Durante cinco temporadas, Highmore protagonizó, como Norman Bates, la serie de drama y suspenso de A&E Bates Motel (2013-2017), por lo que fue nominado dos veces al Premio de la Crítica Televisiva al mejor actor en serie de drama. En 2017, ganó un People's Choice Award por su actuación.

## Primeros años y educación
Highmore nació el 14 de febrero de 1992 en Camden Town, Londres. Su madre, Sue Latimer, es una agente de talentos cuyos clientes incluyen a los actores Daniel Radcliffe e Imelda Staunton. Su padre es el exactor Edward Highmore y tiene un hermano menor.
Su hogar anterior estaba en Highgate, al norte de Londres. Highmore se educó en una escuela primaria en Hampstead Garden Suburb cerca de Golders Green en el distrito londinense de Barnet y obtuvo una beca para asistir a Highgate School, una escuela independiente en Highgate, Londres. De 2010 a 2014, asistió al Emmanuel College de la Universidad de Cambridge, donde obtuvo una doble licenciatura con honores en Español y Árabe.

## Carrera

### 1999-2004: Comienzos yFinding Neverland
Highmore comenzó su carrera como actor con pequeños papeles en televisión a la edad de 7 años. Hizo su debut cinematográfico en la comedia Women Talking Dirty (1999) de Coky Giedroyc, interpretando al hijo de una mujer que recientemente se ha distanciado de su amante francés con fobia al compromiso. En 2001, Highmore interpretó a un joven Rey Arturo en la miniserie de TNT The Mists of Avalon, una versión de las leyendas artúricas que mostraban a las mujeres de Camelot como el verdadero poder detrás del trono.
En 2001, en la miniserie de la BBC Happy Birthday Shakespeare, interpretó a un niño que sueña con mudar a su familia a Stratford-upon-Avon. Highmore ha actuado junto a miembros de su familia en dos películas separadas: su hermano interpretó a su hermano en Women Talking Dirty, y su padre interpretó a su padre en la película para televisión Jack and the Beanstalk: The Real Story (2001) de Hallmark Entertainment.
En 2004, Highmore apareció en el programa de The Ellen Show mostrando que no solo tenía talento para la actuación si no también para tocar instrumentos, haciendo una demostración de tocar dos flautas al mismo tiempo usando su nariz, dejando a Ellen impresionada de sus habilidades.
Ese año regresó a la pantalla grande con la película de aventuras familiar Two Brothers, dirigida por Jean-Jacques Annaud. Interpretó al hijo de un administrador francés que se niega a creer que su nuevo amigo, un cachorro de tigre llamado Sangha, podría ser peligroso después de haber probado la sangre. Luego tuvo un papel importante en la película de fantasía Two Brothers (2004). Ese mismo año, Highmore hizo su gran avance con una actuación aclamada por la crítica como el problemático Peter Llewelyn Davies en la película semi-biográfica de Marc Forster Finding Neverland. Recibió varios premios y nominaciones por el papel, incluido un premio de la Crítica Cinematográfica al mejor intérprete joven, y nominaciones para el premio Saturn a la mejor interpretación de un actor o actriz joven y el premio del Sindicato de Actores al mejor actor de reparto.

### 2005-2011:Charlie and the Chocolate FactoryyThe Spiderwick Chronicles
En 2005, interpretó el papel principal de Charlie Bucket en la película de fantasía musical de Tim Burton Charlie and the Chocolate Factory, adaptada del libro del mismo nombre de Roald Dahl. Según los informes, fue recomendado por su coprotagonista Johnny Depp, con quien Highmore había trabajado en Finding Neverland; Depp quedó impresionado por la actuación del joven actor y, por lo tanto, presentó su nombre para el papel. Highmore no había visto la versión original de 1971 de la película y decidió no verla hasta que terminó de filmar para que su interpretación de Charlie no se viera influenciada. Por su papel, volvió a ganar el premio de la Crítica Cinematográfica al mejor intérprete joven y fue galardonado con el Premio Satellite al nuevo talento excepcional. Highmore también prestó su voz al videojuego del mismo nombre que acompaña a la película.
Luego apareció como un joven Max Skinner en la película de comedia dramática A Good Year de Ridley Scott, que se estrenó en el Reino Unido el 27 de octubre de 2006. También en 2006, comenzó a interpretar al protagonista Arthur Montgomery en la película de aventuras de fantasía animada y de acción real Arthur and the Invisibles, lanzado el 13 de diciembre de 2006. Siguieron dos secuelas: Arthur and the Revenge of Maltazard (2009) y Arthur 3: The War of the Two Worlds (2010). Para la tercera película y el videojuego que acompaña a la trilogía, Highmore proporcionó la actuación de voz. En 2007 prestó su voz para la película de aventuras y fantasía The Golden Compass (2007) y su videojuego del mismo nombre. Luego interpretó al personaje principal en la película dramática August Rush (2007). La historia sigue a un prodigio musical mientras busca a sus padres biológicos. Esta película recibió un amplio estreno el 21 de noviembre de 2007.
Más adelante, Highmore protagonizó el doble papel de los gemelos estadounidenses Simon Grace y Jared Grace en la película de aventuras y fantasía The Spiderwick Chronicles (2008), basada en las populares historias infantiles del mismo nombre de Tony DiTerlizzi. La película también tenía un videojuego, The Spiderwick Chronicles, en el que Highmore repitió a los personajes de Simon y Jared en un papel de voz. Ese mismo año, prestó su voz para el papel de Little Jack en la película animada A Fox's Tale (2008). En 2009, Highmore prestó su voz al personaje principal de la película animada Astro Boy y proporcionó su voz para el videojuego que la acompaña, Astro Boy: The Video Game. Luego interpretó el papel principal en Toast, una película autobiográfica de la BBC sobre el chef Nigel Slater, que se emitió el 30 de diciembre de 2010. También en 2010, interpretó a Hally Ballard en la película dramática Master Harold ... and the Boys, basada en la obra del mismo nombre de Athol Fugard. Al año siguiente, coprotagonizó la comedia dramática romántica The Art of Getting By (2011).

### 2012-presente:Bates Motel, debut como guionista yThe Good Doctor
En 2013, Highmore prestó su voz al personaje principal en la película animada de aventuras Justin and the Knights of Valor. De 2013 a 2017, interpretó el papel icónico de Norman Bates en la serie de drama y suspenso de A&E Bates Motel, una precuela de la película Psycho de Alfred Hitchcock que reinicia la historia en la actualidad. Ganó un premio People's Choice Award en 2016 por su actuación, y ha recibido nominaciones para el premio Saturn al mejor actor en televisión (2013), el premio Satellite al mejor actor de serie dramática (2013), premio de la Crítica Televisiva al mejor actor en serie de drama (2014-2015 y 2017). Highmore se aventuró a escribir y dirigir durante su tiempo de trabajo en la serie, escribiendo el episodio de la cuarta temporada «Unfaithful» y el episodio de la quinta temporada «Inseparable», y dirigiendo el episodio de la quinta temporada «The Body».
En agosto de 2014, se informó que NBC había comprado un guion piloto de comedia escrito y producido por el showrunner de Highmore y Bates Motel, Kerry Ehrin. En 2015, apareció en el video musical de The Libertines «You're My Waterloo». En 2016, Highmore protagonizó la miniserie de siete capítulos de la BBC Two de Stephen Poliakoff Close to the Enemy y la película de comedia y drama político de Nick Hamm The Journey. Al año siguiente, comenzó el papel principal del Dr. Shaun Murphy en la serie dramática de ABC The Good Doctor, en la que también se desempeña como productor y director. En 2017, recibió una nominación al Globo de Oro al mejor actor en una serie dramática por su actuación.
Highmore ha sido elegido como la voz del duque de Cheshire en la adaptación cinematográfica animada de The Canterville Ghost. Está asociado para interpretar al personaje principal, Baby Face Nelson, en el piloto de drama de A&E Baby Face, que coescribió y será productor ejecutivo con Kerry Ehrin. Highmore también será productor ejecutivo del piloto dramático Long Distance de Ehrin para NBC.

## Vida personal
Highmore vive en Londres y evita las redes sociales. Mientras estaba en Bates Motel, Highmore desarrolló una estrecha amistad con su coprotagonista Vera Farmiga y se convirtió en el padrino de su hijo.
Además del inglés, Highmore también habla con fluidez español, árabe, francés y portugués.
En septiembre de 2021, anunció que se había casado con una mujer británica, llamada Klarissa Munz.

## Filmografía

### Cine
| Año  | Título                              | Personaje                 | Notas |
| ---- | ----------------------------------- | ------------------------- | ----- |
| 1999 | Women Talking Dirty                 | Sam                       |       |
| 2004 | Finding Neverland                   | Peter Llewelyn Davies     |       |
| 2004 | Two Brothers                        | Raoul Normandin           |       |
| 2004 | Five Children and It                | Robert                    |       |
| 2005 | Charlie and the Chocolate Factory   | Charlie Bucket            |       |
| 2006 | A Good Year                         | Max Skinner (joven)       |       |
| 2006 | Arthur and the Invisibles           | Arthur Montgomery         | Voz   |
| 2007 | August Rush                         | Evan Taylor / August Rush |       |
| 2007 | The Golden Compass                  | Pantalaimon               | Voz   |
| 2008 | The Spiderwick Chronicles           | Jared Grace / Simon Grace |       |
| 2008 | A Fox's Tale                        | Little Jack               | Voz   |
| 2009 | Astro Boy                           | Toby Tenma / Astro Boy    | Voz   |
| 2009 | Arthur and the Revenge of Maltazard | Arthur Montgomery         |       |
| 2010 | Arthur 3: The War of the Two Worlds | Arthur Montgomery         |       |
| 2010 | Master Harold... and the Boys       | Hally Ballard             |       |
| 2011 | The Art of Getting By               | George Zinavoy            |       |
| 2013 | Justin and the Knights of Valour    | Justin (voz)              |       |
| 2016 | Almost Friends                      | Charlie Brenner           |       |
| 2016 | The Journey                         | Jack                      |       |
| 2020 | Dragon Rider                        | Charlie                   | Voz   |
| 2021 | Way Down                            | Thom Johnson              |       |

### serie "Asesina a sueldo".
| Año       | Título                                 | Personaje          | Notas |
| --------- | -------------------------------------- | ------------------ | --- |
| 2000      | Happy Birthday Shakespeare             | Steven Green       | Película para televisión                                                                                            |
| 2001      | The Mists of Avalon                    | Rey Arturo (joven) | 2 episodios |
| 2001      | Jack and the Beanstalk: The Real Story | Niño en el parque  | Película para televisión                                                                                            |
| 2002      | I Saw You                              | Oscar Bingley      | Película para televisión                                                                                            |
| 2010      | Toast                                  | Nigel Slater       | Película para televisión                                                                                            |
| 2013-2017 | Bates Motel                            | Norman Bates       | - Protagonista - Escritor: «Unfaithful», «Inseparable» - Director: «The Body»                                       |
| 2016      | Close to the Enemy                     | Victor Ferguson    | Miniserie |
| 2017-2024 | The Good Doctor                        | Dr. Shaun Murphy   | - Protagonista; también productor ejecutivo - Escritor: «Hello» - Director: «Risk and Reward», «Autopsyv; «Decrypt» |
| 2017      | Portrait Artist of the Year            | Él mismo           | Concurso de televisión                                                                                              |
| 2017      | Tour de Pharmacy                       | Adrien Baton       | Película para televisión                                                                                            |
| 2018      | Taskmaster                             | Él mismo           | Concursante |
| 2020      | The Disney Family Singalong            | Él mismo           | Especial de televisión                                                                                              |
| 2021      | Leonardo                               | Stefano Giraldi    | Elenco principal |

### Videojuegos
| Año  | Título                            | Personaje              |
| ---- | --------------------------------- | ---------------------- |
| 2005 | Charlie and the Chocolate Factory | Charlie Bucket         |
| 2007 | Arthur and the Invisibles         | Arthur Montgomery      |
| 2007 | The Golden Compass                | Pantalaimon            |
| 2008 | The Spiderwick Chronicles         | Jared & Simon Grace    |
| 2009 | Astro Boy: The Video Game         | Toby Tenma / Astro Boy |

### Videos musicales
| Año  | Título               | Artista        |
| ---- | -------------------- | -------------- |
| 2004 | «Girls»              | The Prodigy    |
| 2015 | «You're My Waterloo» | The Libertines |

## Premios y nominaciones

### Premios del Sindicato de Actores
| Año  | Categoría              | Trabajo           | Resultado |
| ---- | ---------------------- | ----------------- | --------- |
| 2004 | Mejor reparto          | Finding Neverland | Nominado  |
| 2004 | Mejor actor de reparto | Finding Neverland | Nominado  |

### Otros premios
| Año  | Premiación                             | Categoría                                               | Trabajo                           | Resultado |
| ---- | -------------------------------------- | ------------------------------------------------------- | --------------------------------- | --------- |
| 2005 | Empire Awards                          | Mejor Debutante                                         | Finding Neverland                 | Ganador   |
| 2005 | Phoenix Film Critics' Society Awards   | Mejor Actor Joven                                       | Finding Neverland                 | Ganador   |
| 2005 | Las Vegas Film Critics' Society Awards | Mejor Joven Actor                                       | Finding Neverland                 | Ganador   |
| 2005 | Satellite Awards                       | Nuevo Talento                                           | Finding Neverland                 | Ganador   |
| 2005 | Young Artist Awards                    | Mejor Actuación en una Película - Joven Reparto         | Finding Neverland                 | Nominado  |
| 2005 | MTV Movie Awards                       | Mejor Papel Revelación                                  | Finding Neverland                 | Nominado  |
| 2005 | Saturn Awards                          | Mejor Interpretación Joven Actor                        | Finding Neverland                 | Nominado  |
| 2005 | Young Artist Awards                    | Mejor Actuación en una Película - Joven Actor Principal | Finding Neverland                 | Nominado  |
| 2005 | Critics' Choice Movie Awards           | Mejor Actor/Actriz Joven                                | Finding Neverland                 | Ganador   |
| 2006 | Critics' Choice Movie Awards           | Mejor Actor/Actriz Joven                                | Charlie and the Chocolate Factory | Ganador   |
| 2006 | Saturn Awards                          | Mejor Interpretación Joven Actor                        | Charlie and the Chocolate Factory | Nominado  |
| 2006 | Young Artist Awards                    | Mejor Actuación en una Película - Joven Actor Principal | Charlie and the Chocolate Factory | Nominado  |
| 2007 | Critics' Choice Movie Awards           | Mejor Actor/Actriz Principal                            | A Good Year                       | Nominado  |
| 2008 | Young Artist Awards                    | Mejor Actuación en una Película - Joven Actor Principal | Arthur y los Minimoys             | Nominado  |
| 2008 | Critics' Choice Movie Awards           | Mejor Actor/Actriz Joven                                | August Rush                       | Nominado  |
| 2008 | Young Artist Awards                    | Mejor Actuación en una Película - Joven Actor Principal | August Rush                       | Nominado  |
| 2008 | Capri Exploit Awards                   |                                                         | August Rush                       | Ganador   |
| 2008 | Saturn Awards                          | Mejor Interpretación Joven Actor                        | August Rush                       | Ganador   |
| 2009 | Saturn Awards                          | Mejor Interpretación Joven Actor                        | The Spiderwick Chronicles         | Nominado  |
| 2009 | Young Artist Awards                    | Mejor Actuación en una Película - Joven Actor Principal | The Spiderwick Chronicles         | Nominado  |
| 2010 | Young Artist Awards                    | Mejor Actuación Vocal - Joven Actor Principal           | Astro Boy                         | Nominado  |
| 2013 | Satellite Awards                       | Mejor Actor de TV - Drama                               | Bates Motel                       | Nominado  |
| 2013 | Saturn Awards                          | Mejor Actor en Televisión                               | Bates Motel                       | Nominado  |
| 2013 | People's Choice Awards                 | Actor Favorito Anti-Hero                                | Bates Motel                       | Nominado  |
| 2014 | Critics' Choice Televisión Awards      | Mejor Actor TV - Drama                                  | Bates Motel                       | Nominado  |
| 2015 | Critics' Choice Televisión Awards      | Mejor Actor TV - Drama                                  | Bates Motel                       | Nominado  |
| 2017 | People's Choice Awards                 | Actor Favorito en TV por Cable                          | Bates Motel                       | Ganador   |
| 2018 | Critics' Choice Televisión Awards      | Mejor Actor en Serie Dramática                          | Bates Motel                       | Nominado  |
| 2018 | Golden Globe Awards                    | Mejor Actor de Serie de Televisión - Drama              | The Good Doctor                   | Nominado  |
| 2018 | Teen Choice Awards                     | Mejor Actor de Televisión - Drama/Acción Aventura       | The Good Doctor                   | Nominado  |
| 2018 | People's Choice Awards                 | Estrella de televisión masculina del año                | The Good Doctor                   | Nominado  |
| 2019 | Teen Choice Awards                     | Mejor Actor de Televisión - Drama/Acción Aventura       | The Good Doctor                   | Nominado  |
| 2019 | Critics' Choice Televisión Awards      | Mejor actor en una serie dramática                      | The Good Doctor                   | Nominado  |
| 2020 | Critics' Choice Televisión Awards      | Mejor actor en una serie dramática                      | The Good Doctor                   | Nominado  |